# Должиков, Виктор Тимофеевич
Ви́ктор Тимофе́евич До́лжиков (13 октября 1913, Липецк, Тамбовская губерния — 4 октября 1968, Нижний Тагил, Свердловская область) — организатор производства, директор Высокогорского механического завода (1956—1968).

## Биография
В 1936 г. окончил Уральский индустриальный институт, получил квалификацию «инженер-металлург».
С марта 1936 г. работал в прокатном цехе Михайловского металлургического завода (Свердловская область) мастером, старшим мастером, заместителем начальника цеха.
В декабре 1937 — марте 1939 гг. служил в РККА.
С марта 1939 г. на Липецком снарядном заводе № 61 технолог, начальник участка, начальник инструментального цеха. В 1941 г. эвакуирован вместе с заводом в г. Касли Челябинской области. С ноября 1941 г. работал на Каслинском машиностроительном заводе № 613: начальник инструментального цеха, начальник производства завода, главный инженер завода, с 1948 по 1956 гг. — директор завода.
С сентября 1956 г. директор Высокогорского механического завода (г. Нижний Тагил Свердловской области). Под его руководством на ВМЗ впервые в СССР были внедрены электронагревательные установки и мощные ионные преобразователи частоты тока, начата механизация транспортных операций на заводе, освоен выпуск стиральных машин «Урал», электродуховок и др. товаров народного потребления, началось внедрение в производство пластических масс, передовых методов сварки, построены и введены в эксплуатацию инструментальный цех, цех № 9 производства снарядов и цех № 11 производства тракторопогрузчиков, проведена газификация завода, построена первая очередь газовой котельной, возведен дворец культуры «Юбилейный», велось строительство жилья для рабочих. Большое внимание уделял вопросам промышленной эстетики и НОТ.
Умер 4 октября 1968 года в Нижнем Тагиле. Похоронен на Центральном кладбище.

## Награды
- орден Ленина (1966)
- орден Красной Звезды (1946)
- медали